# Timothy O’Malley

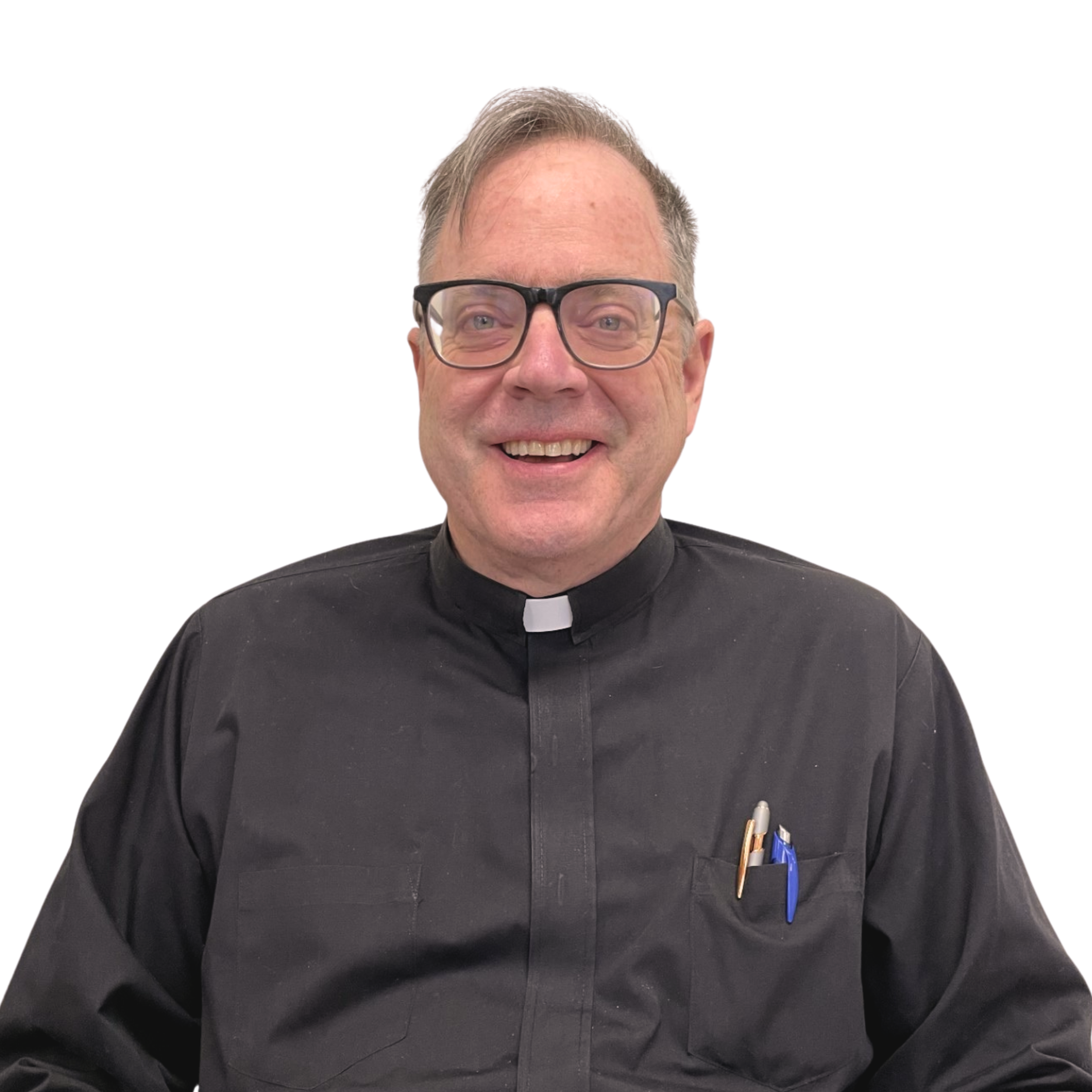
Timothy O’Malley (2025)

Bischofswappen von Timothy O'Malley.

Timothy James O’Malley (* 17. Dezember 1959 in Evergreen Park, Illinois) ist ein US-amerikanischer römisch-katholischer Geistlicher und Weihbischof in Chicago.

## Leben
Timothy O’Malley erlangte zunächst 1982 an der Purdue University in West Lafayette einen Bachelor im Fach Wirtschaftswissenschaft und 1983 an der University of Illinois einen Abschluss als Certified Public Accountant sowie 1989 an der DePaul University in Chicago einen Juris Doctor. Nachdem er von 1982 bis 1987 als Buchhalter und von 1990 bis 1992 als Rechtsanwalt gearbeitet hatte, studierte er von 1992 bis 1997 Philosophie und Katholische Theologie am Mundelein Seminary in Mundelein. Dort erwarb er 1997 einen Bachelor of Theology und einen Master of Divinity. Am 24. Mai 1997 empfing er in der Kathedrale Holy Name in Chicago durch den Erzbischof von Chicago, Francis George OMI, das Sakrament der Priesterweihe für das Erzbistum Chicago.
Nach der Priesterweihe war O’Malley zuerst als Pfarrvikar der Pfarrei Saint Agnes of Bohemia in Chicago tätig, bevor er 2002 Pfarrer der Pfarrei Saint James in Highwood wurde. Von 2007 bis 2015 war er Pfarrer der Pfarrei Saint James in Round Lake. Anschließend wirkte er als Pfarrer der Pfarrei Saint Genevieve in Chicago. Zudem fungierte er von 2015 bis 2018 als Dechant des Dekanats IV C und von 2017 bis 2018 auch als Dechant des Dekanats IV A. Darüber hinaus gehörte er von 2014 bis 2018 dem Priest Placement Board an. Ab 2018 war O’Malley Pfarrer der Pfarrei Most Blessed Trinity in Waukegan und ab 2019 zusätzlich Dechant des Dekanats I B.
Am 20. Dezember 2024 ernannte ihn Papst Franziskus zum Titularbischof von Numida und zum Weihbischof in Chicago. Der Erzbischof von Chicago, Blase Joseph Kardinal Cupich, spendete ihm und den mit ihm ernannten Weihbischöfen Lawrence Sullivan, José María García Maldonado, Robert Fedek und John Siemianowski am 26. Februar 2025 in der Kathedrale Holy Name in Chicago die Bischofsweihe; Mitkonsekratoren waren der Erzbischof von Milwaukee, Jeffrey Grob, und der Erzbischof von Cincinnati, Robert Casey.